# セイコーフレッシュフーズ
株式会社セイコーフレッシュフーズ（seicofreshfoods, Ltd.）とは、北海道札幌市白石区に本社を持つ物流・総合卸企業。ハマナスクラブのボランタリー・チェーン本部。セイコーマートのグループ企業。
本項では丸ヨ西尾時代に設立した、スパーの北海道でのボランタリー・チェーン本部だった北海道札幌市中央区に本社を持つ北海道スパー株式会社（ほっかいどうスパー）についても記述する。

## 法人概要
現社名を名乗るセイコーマートグループ企業としては2代目である。
1895年9月に味噌、醤油、酒類などを販売する丸ヨ西尾商店（まるヨにしおしょうてん）として開業。法人化されたのは1940年。1965年に株式会社丸ヨ西尾（まるヨにしお）に改称。
1974年に東部食品株式会社（とうぶしょくひん）が設立され、1995年にセイコーフレッシュフーズ株式会社（初代）に改称。
2002年に丸ヨ西尾を存続会社としてセイコーフレッシュフーズを合併。
2009年に株式会社丸ヨ西尾が株式会社セイコーフレッシュフーズ（2代目）に改称。同年には道東セイコーフレッシュフーズを合併している。
2016年4月よりコンビニエンスストアのハマナスクラブのボランタリー本部機能を有する。

## ハマナスクラブ

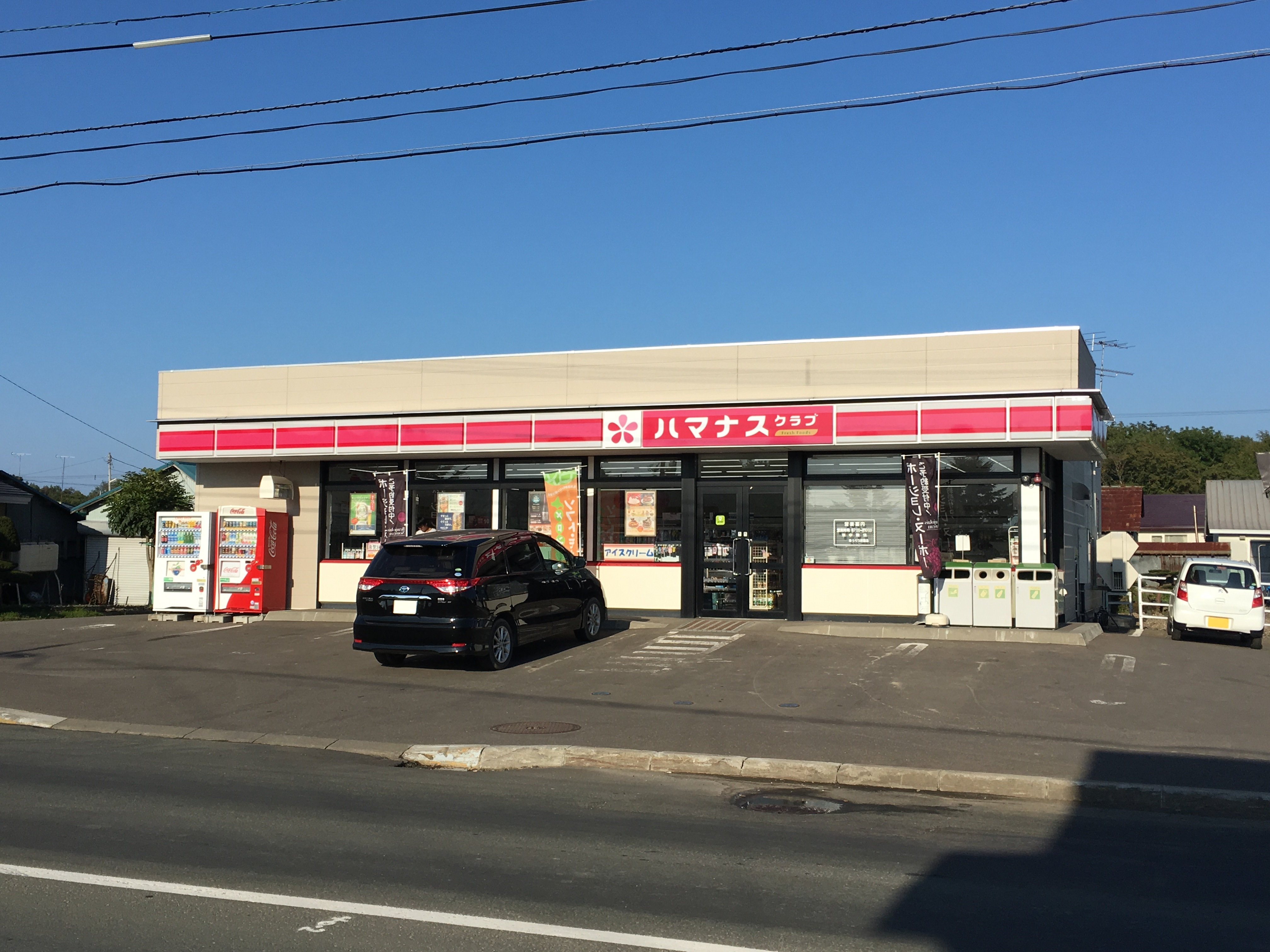
ハマナスクラブゆうべつ芭露店
（紋別郡湧別町）

ハマナスクラブはセイコーフレッシュフーズが運営する、コンビニエンスストアのボランタリー・チェーン。2016年9月1日に北海道スパーから営業を譲渡された。店舗は約50店あり、ハマナスの花びらをあしらったマークとハマナスクラブのブランドで営業する。
基本的な営業内容はスパー時代と変わらないが、セイコーマートのクラブカード（ポイントカード）については使用出来ない。キャッシュレスについてはスパー時代は現金しか使用出来なかったものの、2019年10月より全店舗において各種クレジットカードや電子マネーおよびコード決済に対応。当初はPOSレジ連動型では無く楽天ペイ端末でキャッシュレス決済に対応しており、その後レジが改修され、セイコーマートと同タイプのPOSレジ連動型の端末になった。今後チェーンの新規加盟を募って行くという。

### 沿革
- 2016年（平成28年）
  - 4月 - 北海道スパーがスパー本部との契約更新を行わない為、受け皿としてセイコーフレッシュフーズが「ハマナスクラブ」のボランタリーチェーン本部を設置[4]。
  - 6月 - 北海道スパーから転換したハマナスクラブ1号店として「ハマナスクラブ拓北店」（札幌市）が開店[5]。
  - 9月1日 - 北海道スパーから営業を譲渡され、「ハマナスクラブ」単独で営業を開始する。

### 店舗

#### かつて存在していた店舗
- 拓北（札幌市北区） - セイコーマート拓北3条に転換
- 北11条（札幌市東区）
- 菊水5条（札幌市白石区）
- 厚別南（札幌市厚別区）
- 平岸5条（札幌市豊平区）
- 藤野（札幌市南区） - セイコーマート藤野5条に転換
- 緑ヶ丘（札幌市南区）
- 北広島中央（北広島市） - セイコーマート北広島中央に転換
- 西の里（北広島市）
- 千歳向陽台（千歳市）
- ようてい真狩（真狩村） - セイコーマート真狩に転換
- ようていルスツ（留寿都村） - セイコーマートようていルスツに転換
- 岩見沢北3条（岩見沢市）
- 美流渡（岩見沢市）
- 継立（栗山町）
- 若菜（夕張市）
- 美唄（美唄市）
- えべおつ（滝川市） - セブンイレブン滝川江部乙店に転換
- 滝川泉町（滝川市）
- 歌志内（歌志内市）
- 苫小牧高砂（苫小牧市）
- 苫小牧錦岡（苫小牧市） - セイコーマート苫小牧明徳に転換
- 苫小牧日吉（苫小牧市）
- 苫小牧春日（苫小牧市）
- 北吉原（白老町）
- 追分（安平町）
- 旭川うめはら（旭川市）
- 旭川三州屋（旭川市）
- 北見公園町（北見市）
- 東森（森町）

## 北海道スパー
北海道スパー（Hokkaido Spar Company, Ltd.）は、北海道札幌市にあったコンビニエンスストアの運営（ボランタリー）を行っていた企業。

### 概要
丸ヨ西尾（現：セイコーフレッシュフーズ）が出資する形で設立された。スパーの北海道の地区本部で、2008年までは全日本スパー本部を通じて、同年以降は単独で国際スパー本部に加盟していた。加盟店は世界各国のスパーと同じ看板を掲げており、生鮮品の品揃えを強化したスーパーマーケットタイプ (例 スパー緑ヶ丘店など) と一般的なコンビニエンスストアタイプの店舗を展開しており、セイコーマートのクラブカード（ポイントカード）が使用できた。
「スパー」と名乗っていたものの、末期にはセイコーマートと同様の店舗構成となっていた。「スパー加盟から約40年経過し、ノウハウを十分に吸収できた」として、2016年8月31日をもって国際スパー本部との契約を終了した。契約満了に伴い、営業を続ける全店舗のボランタリー契約をセイコーフレッシュフーズに譲渡し、翌9月1日にブランド名がハマナスクラブへと変更された。一部店舗はセイコーマートへ転換している。
日本では最後までスパーに加盟していた地区本部で、契約終了によって日本から国際スパー本部と契約するスパーは姿を消した。
同年12月2日にMSI株式会社に社名変更し、翌2017年9月4日に消滅している。

### ギャラリー

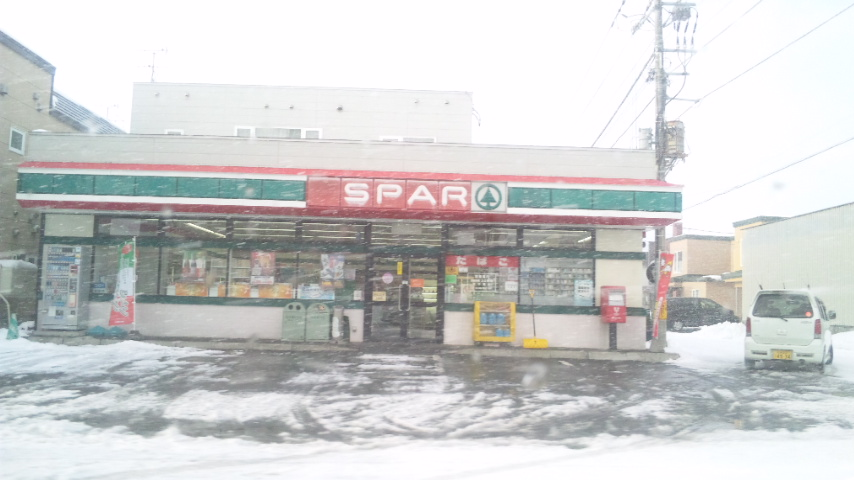
スパー花川南2条店 （石狩市）